# Ayaka Nishiwaki
Ayaka Nishiwaki (西脇 綾香 Nishiwaki Ayaka?), även känd under artistnamnet A~chan, född 15 februari 1989 i Hiroshima, är en japansk sångerska och dansare.

## Karriär
Ayaka Nishiwaki har varit medlem i den japanska tjejgruppen Perfume tillsammans med Ayano Ōmoto och Yuka Kashino sedan gruppen debuterade år 2000.

## Diskografi

### Studioalbum
- Game (2008)
- Triangle (2009)
- JPN (2011)
- LEVEL3 (2013)
- Cosmic Explorer (2016)